# Takács Sándor (orvos)
Takács Sándor (Karcag, 1931. február 3. – Miskolc, 2020. december 6.) egyetemi tanár, az orvostudomány doktora, professzor.

## Fiatalkora, tanulmányai
Édesapja Takács Sándor villanyszerelő és mozigépész, édesanyja Nádházi Róza háztartásbeli. A parasztgyerekek életét élte, gyakran a tanyán, édesanyja testvérével. Tanulmányait 1941–49 között a Karcagi Nagykun Gimnáziumban végezte kitűnő eredménnyel. 1949-ben kezdett tanulni a Debreceni Orvostudományi Egyetemen, melyet szintén kiválóan - s.c.l. - teljesített, így lett belőle első generációs értelmiségi.

## Szakmai pályafutása
1955-ben Ózdon, majd 1956-57-ben Edelényben volt körzeti orvos, ugyanott 1957 novemberétől járási közegészségügyi felügyelő. 1961-ben szakorvosi vizsgát tett közegészségtan-járványtanból. 1970-ben megszerezte az orvostudomány kandidátusa címet. 1976-ban zajlott nagydoktori védése. 1986-ban a Tudományos Minősítő Bizottság az orvostudomány doktorává nyilvánította, ugyanebben az évben címzetes egyetemi docenssé nevezték ki.
1961–90között a miskolci KÖJÁL (későbbi ANTSZ, Tisztiorvosi Szolgálat) járványügyi felügyelője, majd osztályvezetője, később igazgatóhelyettese, végül 1976-tól, nyugdíjazásáig főigazgatója volt. 1992-ben megkapta a címzetes egyetemi tanár kinevezést a ME rektorától. 1992–98 között az Országos Népegészségügyi Központ főmunkatársa Budapesten és egyetemi tanár a veszprémi Pannon Egyetemen.
1998-tól a Miskolci Egyetem Műszaki és Földtudományi Intézetében, illetve az egyetem Egészségtudományi Intézetében tanított, gyakorlatilag élete végéig.
Egész életét a közegészségügy-járványügy szolgálatában töltötte, rendületlenül kutatott, publikált, szakmai előadásokat tartott. Nemcsak saját szakterületén, hanem az orvostudomány más területein is kereste a megoldásokat, melyekben rálátásával, ismereteivel segíthet. Főleg a mikroelemek emberi szervezetben játszott szerepét, a toxikus fémek hatásmechanizmusát kutatta, illetve a környezetminőség és az ember egészségének összefüggéseit, a környezetszennyezés kóroki szerepét az idült nem fertőző betegségek keletkezésében. Behatóan foglalkozott a vizek nyomelem vizsgálatával, a nyomelemek és a daganatos megbetegedések kapcsolatainak feltárásával. Több könyvet is írt ezekben a témákban. Európa több országában járt, szakértelme miatt gyakran hívták, és nemcsak a szocialista régióba, - ami a korszak jellemzője volt -, hanem nyugatra is. (Skócia, Dánia, Nagy Britannia...) Jó kapcsolatokat ápolt amerikai, japán kollégákkal, publikációi gyakran megjelentek ezekben az országokban. Élete utolsó napjaiban is cikkeket írt, és egy új könyvön dolgozott. Magyarul, angolul, oroszul beszélt.

## Tagságai
Tagja volt többek között a Magyar Higénikusok Társaságának, a Magyar Hidrológiai Társaságnak, az Orvosok az Egészséges Környezetért társaságnak, a Lengyel Higiénikusok Társaságának, a Magyar Munkahigiénikusok Társaságának, a Népegészségügyi Tudományos Társaságnak, az MTA, MAB Környezetegészségügyi Munkabizottságának és foglalkozott a karsztvidékek és barlangok kutatásával..

## Családja
1957-ben kötött házasságot Tóth Ibolyával, ami az asszony haláláig - 2019 - tartott. Két gyermekük született, Zita (1963. október 21. – 1963. november 6.) és Ágnes (1964. december 5.). Két unokája Kristóf (1989) és Márton (1992).[forrás?]
2020. december 6-án hunyt el 89 éves korában Miskolcon.

## Könyvei, publicisztikái
- Megbetegedések, halálozások és a környezet B-A-Z megye kistérségeiben (1993.)
- Ember és környezete (Miskolci Egyetemi Kiadó, 2000.)
- Nyomelemek nyomában (Medicina Könyvkiadó Zrt., 2001.)[7]
- Általános járványtan (Miskolci Egyetemi Kiadó, 2002.)
- Az élet aminjai, a vitaminok (Medicina Könyvkiadó Zrt., 2006.)[8]
- A légkör - A levegő emberi kapcsolatai (Aposztróf Kiadó, 2016.)
- Mikroelemek a környezetben és az emberi szervezetben (Miskolci Egyetemi Kiadó, 2017.)
- Cikkeket publikált magyar és angol nyelven.[9][10][11][12][13][14][15]

Főszerkesztője volt a Népegészségügy c. folyóiratnak. A Magyar Hidrológiai Társaság Borsod megyei területi szervezetének (korábban Borsodi csoportjának) több cikluson át alelnöke, rendezvényeinek előadója, a Hidrológiai Közlönynek egy cikluson át szerkesztőbizottsági tagja.

## Kitüntetései
- 1962. Érdemes orvos
- 1970; 1975. Árvízvédelemért
- 1978. Fenyvessy Béla-emlékérem[16]
- 1975. Miniszteri dicséret eredményes munkáért
- 1977. Munka Érdemrend arany fokozata[17]
- 1978. Környezetvédelemért
- 1986. Kiváló Munkáért
- 1992. Fodor József-emlékérem[16]
- 1993. Pro Aqua emlékérem[18]
- 2000. Pro Facultate Rerum Metallicarum
- 2003. A Magyar Higénikusok Társaságának Emlékérme[19]